# Fenylpropanoïde

Fenylalanine

Fenylpropanoïden zijn een groep secundaire plantenstoffen die biogesynthetiseerd worden uit het aminozuur fenylalanine. Ze hebben diverse functies in de plant, zoals bescherming tegen herbivoren, micro-organismen of andere aanvallers van buitenaf; als structureel onderdeel van de celwand; bescherming tegen ultraviolet licht; als pigment en als signaalmolecuul.

## Indeling

### Kaneelzuren

Kaneelzuur

Fenylalanine (dat zelf afkomstig is uit shikiminezuur) wordt eerst omgezet in kaneelzuur door het enzym fenylalanine ammonia lysase  (PAL).  Een reeks van enzymatische 
hydroxyleringen en methyleringen leidt tot coumarinezuur, cafeïnezuur, ferulinezuur, 5-hydroxyferulinezuur en sinapinezuur.  Omzetting van deze zuren tot de corresponderende esters levert enkele van de vluchtige componenten van kruiden- en bloemenaroma's die bijvoorbeeld dienen als lokstoffen voor bestuivers.  Ethylcinnamaat is hiervan een voorbeeld.

### Cinnamaldehyden en monolignolen
Reductie van de carbonzuurgroep in de kaneelzuren levert de corresponderende aldehyden, zoals kaneelaldehyde.  Verdere reductie levert monolignolen zoals coumarylalcohol, coniferylalcohol en sinapylalcohol.  Monolignolen kunnen gepolymeriseerd worden tot diverse vormen van lignine en suberine, die dienen als structurele componenten van de celwand van planten.

Safrol

Fenylpropenen zoals eugenol, chavicol, safrol en estragol zijn eveneens afgeleid van de monolignolen.

### Coumarines en flavonoïden

Umbelliferon

Hydroxylering van kaneelzuur in de 2-positie leidt tot p-coumarinezuur, hetgeen verder kan worden omgezet in gehydroxyleerde derivaten zoals umbelliferon. Een andere toepassing van p-coumarinezuur via zijn thio-ester met Acetyl-CoA (bijvoorbeeld 4-coumaroyl-CoA), is de productie van chalcon. Dit gebeurt via de additie van drie malonyl-CoA moleculen en hun cyclisatie tot een tweede fenylgroep (zie polyfenolen). Chalcon is de precursor van alle flavonoïden, een diverse klasse plantenstoffen.

### Stilbenoïden

trans-resveratrol

Stilbenoïden, zoals resveratrol, zijn gehydroxyleerde derivaten van stilbeen. Zij worden gevormd door een alternatieve cyclisatie van cinammoyl-CoA of 4-coumaroyl-CoA.